# Comme des voleurs (à l'est)
Pour plus de détails, voir Fiche technique et Distribution.
Comme des voleurs (à l'est)) est un film suisse réalisé par Lionel Baier, sorti en 2006.

## Synopsis
Un homme gay ayant une bonne situation sociale parvient petit à petit à faire accepter son compagnon dans le cercle familial. Mais il rencontre une immigrante polonaise sur le point d'être expulsée et décide de faire un mariage blanc avec elle pour qu'elle obtienne des papiers.

## Fiche technique
- Titre : Comme des voleurs (à l'est)
- Réalisation : Lionel Baier
- Scénario : Lionel Baier
- Musique : Dominique Dalcan et Maurice Ravel
- Photographie : Séverine Barde
- Montage : Christine Hoffet
- Production : Robert Boner
- Société de production : Saga-Productions
- Société de distribution : Epicentre Films (France)
- Pays :  Suisse
- Genre : Comédie romantique
- Durée : 112 minutes
- Dates de sortie : 
  -  France : 5 décembre 2007

## Distribution
- Natacha Koutchoumov : Lucie
- Lionel Baier : Lionel
- Alicja Bachleda : Ewa
- Stéphane Rentznik : Serge
- Anne-Lise Tobagi : la mère de Lionel
- Luc Andrié : le père de Lionel
- Michal Rudnicki : Stanislav
- Bernabé Rico : Liberto
- Barbara Dembinska : le femme de Henryk
- Lech Dyblik : Henryk Baier
- Cynthia Coray : l'éco-activiste suisse

## Distinctions
Le film a reçu le prix spécial du jury lors du Festival international du film de Mannheim-Heidelberg 2006 et été nommé au prix du cinéma suisse du meilleur film.